# Embalse de Laguna Yema
El Embalse de Laguna Yema, en Argentina, toma su nombre de la laguna homónima y permitió canalizar más del 50% del río Teuquito para llevar agua al desierto formoseño y a las poblaciones originarias y ciudades de la zona. 
Su extensión aproximada es de 14.500 ha, con una longitud de 94 km.
Se abastece de agua a las localidades cercanas mediante canales, llegando hasta Las Lomitas, a 78 km del Embalse.
La construcción se llevó a cabo en los años 1980 por la visión del constructor Abelardo S. Aguilar y su realización duró quince años. Hoy también el embalse sirve para riego de campos y charcas en una zona de más de 10 000 ha (hectáreas).
Hay navegación, pesca, safari fotográfico y avistaje de avifauna.